# سعید شهروز
سعید شهروز (زادهٔ ۱۶ اردیبهشت ۱۳۵۰ در نهاوند)، خواننده و آهنگساز پاپ ایرانی است.

## زندگی
سعید شهروز، خوانندهٔ صاحب‌سبک پاپ ایرانی، متولّد ۱۶ اردیبهشت ۱۳۵۰ او متولد نهاوند می‌باشد و علّت اصلی وجود آهنگ‌های لری در آلبوم‌های او همین امر است. از همان دوران نوجوانی علاقهٔ او به موسیقی باعث شد با وجود مخالفت‌های پدرش، به این عرصه قدم بگذارد.
شهروز فعالیت رسمی و حرفه‌ای خود را از سال ۱۳۷۶ آغاز کرد که کارهایش تا کنون مورد استقبال هواداران و منتقدین قرار گرفته‌است.
سال ۱۳۷۸ با ارائهٔ «پسرای مشرقی» اوّلین آلبومش را منتشر کرد. «آوار» و «سفر» از کارهای زیبای این آلبوم بودند.
ولی او با ارائهٔ آلبوم «غزلک» در سال ۱۳۷۹ توجّه همگان را به خود جلب کرد. «غزلک» را می‌توان یکی از بهترین آلبوم‌های بعد از انقلاب در موسیقی پاپ کشور دانست. دومین اثر شهروز با فروش بیش از ۴ میلیون نسخه‌ای (نوار کاست)، یکی از پر فروش‌ترین آلبوم‌های بعد از انقلاب لقب گرفت. وجود قطعهٔ «خورشید خانم» در فروش فوق‌العادهٔ این آلبوم نقش به‌سزایی داشت. شهروز باارائهٔ آلبوم «غزلک» محبوبیت بسیار زیادی در میان مردم پیدا کرد. آهنگ «طعنه» از این آلبوم یکی از ماندگارترین قطعات بعد از انقلاب است و از معدود کارهای او بود که در صدا و سیما، البتّه بعد از حدود ۳ سال، مجوّز پخش گرفت و چندین بار پخش شد. «غزلک»، «خورشید خانم»، «طعنه»، «یادش بخیر» و «قسم» موفّق‌ترین کارهای این آلبوم بودند. شهروز برای اوّلین و آخرین بار از خوانندهٔ مهمان نیز استفاده کرد و او کسی نبود جز ناصر عبداللهی که آهنگ «گل یخ» را به صورت دوئت اجرا کردند.
سعید شهروز از همان ابتدا هم زیاد مورد تأیید و حمایت مسئولان صدا و سیما قرار نمی‌گرفت و با وجود درخواست‌های فراوان مردم، جایی در برنامه‌های سیما نداشت.
سال ۱۳۸۰ او با ارائهٔ آلبوم «نقره‌داغ» به مرز پختگی رسید. این آلبوم نیز با فروش خوبی روبرو شد؛ ولی به اندازهٔ غزلک موفّق نبود. در دو آلبوم «غزلک» و «نقره‌داغ»، شادمهر عقیلی کار آهنگسازی را در کنار بهنام ابطحی و خود شهروز انجام داد. «کی بود کی بود»، «آسمون رؤیا»، «نقره‌داغ» و «دل و دشنه» از بهترین‌های این آلبوم بودند.
در سال ۱۳۸۱ آلبوم «جون من و جون شما» را به بازار ارئه داد. «خواب» و «ستاره» از کارهای خوب این آلبوم بودند. در همین سال بود که به درخواست فراوان مردم، سعید در برنامهٔ «پنجره» در صدا و سیما حضور یافت.
سال ۱۳۸۲ او آلبوم «گلابتون» را ارائه کرد. با توجّه به تغییراتی که در اشعار داده شد فروش خیلی خوبی داشت و دومین آلبوم پرفروش سعید شهروز تا به الان هست. «گلابتون»، «وقتشه»، «ابلیس» و «چوب حراج» کارهای موفّق این آلبوم بودند.
بعد از آن در سال ۱۳۸۳ آلبوم «معبد» رابه بازار فرستاد؛ که دارای فضای منفی بود. این آلبوم نیز با استقبال قابل توجهی مواجه شد. در آن سال سعید بهترین خوانندهٔ سال شد. آلبوم معبد نیز دومین آلبوم سال شناخته شد. «معبد»، «سکوت»، «تیر خلاص»، «اشتباه» و «دلم گرفته» از کارهای خوب این آلبوم بودند.
آلبوم «پسرم» در سال ۱۳۸۴ هفتمین آلبومی است که با خوانندگی او وارد بازار شد. با توجّه به اتّفاقاتی که افتاد زیاد مورد استقبال واقع نشد. «پسرم»، «گلم»، «سرمه» و «راز» از کارهای موفّق این آلبوم بودند. هر چند که در سال ۱۳۸۴ نیز عنوان دومین خواننده، آهنگساز و آلبوم سال رااز آن خود کرد. به درخواست صدا و سیما شهروز کلیپی برای آهنگ پسرم از همین آلبوم تهیّه کرد که این آهنگ درد دل یک پدر با پسرش را نشان می‌داد اما این کلیپ فقط دو سه بار پخش شد. همچنین او برای سریال نرگس موسیقی ساخت که به عقیده خودش کاری نو درکارهای او بود ولی این آهنگ هم مجوّز پخش از تلویزیون را نگرفت که دلخوری فراونی برای او به وجود آورد. هر هفت آلبوم قبلی را بهنام ابطحی تنظیم کرده‌است که این در نوع خود یک رکورد است. در این هفت آلبوم، افشین سیاهپوش و یغما گلرویی در کنار محمّدرضا حبیبی بهترین و پرکارترین ترانه‌سرایان هستند.
بی‌خوابی هشتمین آلبوم سعید شهروز است که در سال ۱۳۸۷ منتشر شد. شهروز تا قبل از بی‌خوابی هر سال یک آلبوم روانهٔ بازار می‌کرد امّا اتّفاقاتی افتاد که باعث شد آلبوم هشتم سه سال به طول بینجامد. در این آلبوم شهروز کاملاً تغییر سبک داد و این تغییر سبک، بازگشت فوق‌العاده‌ای را برای او رقم زد. بهروز صفاریان و مهدی یراحی کار موسیقی آلبوم را بر عهده داشتند و روزبه بمانی ترانه‌سرای اصلی آلبوم بود. تبلیغات و پخش آلبوم «بی‌خوابی» بسیار ضعیف بود، امّا با این وجود حدود ۳۵۰ هزار نسخه فروخت. «حرفامو باور کن»، «تو باید جای من باشی»، «تبعیدی»، «نفس»، «چند سال از امشب بگذره» و «ما عاشق هم بودیم» از بهترین قطعات این آلبوم بودند. آلبوم بی‌خوابی بهترین آلبوم سال ۱۳۸۷ از نگاه کارشناسان و اهالی موسیقی شناخته شد و سعید شهروز دلیل پخش ضعیف این آلبوم را توجه به آلبوم خواننده ای جوان و دور زدن شرکت پخش این آلبوم توسط همکارانشان می‌داند
پس از هفت سال نهمین آلبوم او با حضور چهره‌های مطرح و با استعداد موسیقی در زمستان سال ۱۳۹۴ تحت عنوان ۷۹ منتشر شد. البتّه ۷۹ به نوعی یادآور سال انتشار آلبوم غزلک و اوج گرفتن سعید شهروز نیز هست. در فاصلهٔ ۷ سال بین انتشار آلبوم بی‌خوابی و آلبوم ۷۹، سعید شهروز با انتشار تعداد قابل توجّهی تک‌آهنگ و برگزاری سه کنسرت در سال‌های ۸۹، ۹۲ و ۹۴ با هواداران خود در ارتباط بوده‌است. در آلبوم ۷۹ سید محمد کاظمی ترانه‌سرا تمامی قطعات بوده‌است و مهران عباسی، امیر علی زمانیان، پیام هوشمند، انوشیروان تقوی، حامد برادران و … موسیقی آلبوم را بر دوش داشتند. هیجان، کجا برگشتی، عاشقی از مد افتاد و آره عاشقتم از زیباترین و موفق‌ترین قطعات این آلبوم بوده‌اند.
او تاکنون ۹ آلبوم روانه بازار کرده‌است، که از این حیث پر کارترین خواننده مجاز داخلی در عرصهٔ پاپ محسوب می‌شود. همچنین شهروز با بیش از شش میلیون نسخه فروش از مجموع آلبوم‌ها جزء خواننده‌های پرفروش ایرانی است. شهروز در کنار کار خوانندگی به کار آهنگسازی نیز مشغول است. سعید شهروز با بیش از ۱۶ سال فعالیت همچنان یکی از محبوبترین‌هاست. خوانندهٔ نجیب پاپ که مجازترین خوانندهٔ ایرانیست، از بعد بی‌تریبون بودن و این که بدون کوچک‌ترین تبلیغات و حمایت‌های رسانه‌ای اعم از صدا و سیما، اینترنت و ماهواره توانسته همچنان در عرصه باقی بماند، یکی از بارزترین مثال‌های جامعه هنری است. چیزی که در کارنامهٔ هنری شهروز نقطهٔ مبهمی است تعداد کم کنسرت‌های اوست؛ ۱۰ شب اجرا در ۱۵ سال آن هم در سال‌های ۸۰، ۸۱، ۸۲، ۸۹، ۹۲ و ۹۴، برای شخصی که تمامی کنسرت‌هایش با استقبال بیش از دوهزار نفر روبرو شده رقم بسیار کمی است.

### زندگی شخصی
سعید شهروز در سال ۱۳۸۰ ازدواج کرد که حاصل آن یک فرزند پسر به نام شهداد است. او ترانهٔ «پسرم» را از آلبومی به همین نام (پسرم) به شهداد تقدیم کرده‌است.

## آلبوم‌ها
- پسرای مشرقی (۱۳۷۸)

| نام ترانه   | ترانه‌سرا             | آهنگساز | تنظیم       |
| ----------- | -------------------- | ------- | ----------- |
| آوار        | محمدرضا حبیبی        |         | بهنام ابطحی |
| پسرای مشرقی | محمدعلی معلم دامغانی |         | بهنام ابطحی |
| تنهایی      | افشین سرفراز         |         | بهنام ابطحی |
| بچه‌های بهشت | محمدرضا حبیبی        |         | بهنام ابطحی |
| آسمون       | محمدرضا حبیبی        |         | بهنام ابطحی |
| صبح کبوتر   | محمود سنجری          |         | بهنام ابطحی |
| سفر         | محمدرضا حبیبی        |         | بهنام ابطحی |
| زیارت       | محلی                 |         | بهنام ابطحی |
| انتظار زمین | افشین سیاهپوش        |         | بهنام ابطحی |
| رویای من    | صمد پرویس            |         | بهنام ابطحی |
| رنگارنگ     |                      |         | بهنام ابطحی |

- غزلک (۱۳۷۹)

| نام ترانه                | ترانه‌سرا      | آهنگساز       | تنظیم       |
| ------------------------ | ------------- | ------------- | ----------- |
| خورشید خانم              | یغما گلرویی   | سعید شهروز    | بهنام ابطحی |
| تقدس                     | محمدرضا حبیبی | سعید شهروز    | بهنام ابطحی |
| طعنه                     | افشین سیاهپوش | سعید شهروز    | بهنام ابطحی |
| قسم (لُری)                | فلکلوریک      | فلکوریک       | بهنام ابطحی |
| گریه نکن                 | محمدرضا حبیبی | سعید شهروز    | بهنام ابطحی |
| غزلک                     | یغما گلرویی   | شادمهر عقیلی  | بهنام ابطحی |
| دوستت دارم               | صمد پرویس     | سعید شهروز    | بهنام ابطحی |
| همزاد                    | یغما گلرویی   | ملودی ترکی    | بهنام ابطحی |
| یادش بخیر                | افشین سیاهپوش | بهنام ابطحی   | بهنام ابطحی |
| گل یخ (با ناصر عبداللهی) | یغما گلرویی   | ناصر عبداللهی | بهنام ابطحی |

- نقره‌داغ (۱۳۸۰)

| نام ترانه     | ترانه‌سرا      | آهنگساز      | تنظیم       |
| ------------- | ------------- | ------------ | ----------- |
| کی بود کی بود | افشین سیاهپوش | شادمهر عقیلی | بهنام ابطحی |
| مادر          | صمد پرویس     | سعید شهروز   | بهنام ابطحی |
| آسمون رؤیا    | محمدرضا حبیبی | شادمهر عقیلی | بهنام ابطحی |
| نسترن         | محمدرضا حبیبی | سعید شهروز   | بهنام ابطحی |
| آواره         | رها شایان     | سعید شهروز   | بهنام ابطحی |
| نقره داغ      | افشین سیاهپوش | سعید شهروز   | بهنام ابطحی |
| دخترا         | فلکلوریک      | لری          | بهنام ابطحی |
| حدیث عشق      | افشین سیاهپوش | سعید شهروز   | بهنام ابطحی |
| گناه من       | فریبا وکیلی   | سعید شهروز   | بهنام ابطحی |
| دل و دشنه     | افشین سیاهپوش | سعید شهروز   | بهنام ابطحی |

- جون من و جون شما (۱۳۸۱)

| نام ترانه | ترانه‌سرا      | آهنگساز    | تنظیم       |
| --------- | ------------- | ---------- | ----------- |
| جون من    | افشین سیاهپوش | سعید شهروز | بهنام ابطحی |
| حقیقته    | افشین سیاهپوش | سعید شهروز | بهنام ابطحی |
| خواب      | بابک صحرایی   | سعید شهروز | بهنام ابطحی |
| فلکلوریک  | فلکلوریک      | لری        | بهنام ابطحی |
| ستاره     | بابک صحرایی   | سعید شهروز | بهنام ابطحی |
| غربت      | بابک صحرایی   | سعید شهروز | بهنام ابطحی |
| دروغه     | افشین سیاهپوش | سعید شهروز | بهنام ابطحی |
| خط عشق    | محمدرضا حبیبی | سعید شهروز | بهنام ابطحی |
| رباعی     | محمدرضا حبیبی | سعید شهروز | بهنام ابطحی |
| نگو نه    | افشین سیاهپوش | سعید شهروز | بهنام ابطحی |

- گلابتون (۱۳۸۲)

| نام ترانه         | ترانه‌سرا      | آهنگساز    | تنظیم       |
| ----------------- | ------------- | ---------- | ----------- |
| ننه خورشید        | یغما گلرویی   | سعید شهروز | بهنام ابطحی |
| چشمای تو یعنی وطن | یغما گلرویی   | سعید شهروز | بهنام ابطحی |
| گلابتون           | افشین سیاهپوش | سعید شهروز | بهنام ابطحی |
| وقتشه             | افشین سیاهپوش | سعید شهروز | بهنام ابطحی |
| عطر باران         | محمدرضا حبیبی | سعید شهروز | بهنام ابطحی |
| دلکم              | فولکلور لری   | سعید شهروز | بهنام ابطحی |
| بی‌بی شرقی         | افشین سیاهپوش | سعید شهروز | بهنام ابطحی |
| ابلیس             | بابک صحرایی   | سعید شهروز | بهنام ابطحی |
| مهتاب             | بابک صحرایی   | سعید شهروز | بهنام ابطحی |
| اولین بار         | جواد شریف‌پور  | سعید شهروز | بهنام ابطحی |
| چوب حراج          | افشین سیاهپوش | سعید شهروز | بهنام ابطحی |
| پیرهن آبی         | مهرداد فضلی   | سعید شهروز | بهنام ابطحی |

- معبد (۱۳۸۳)

| نام ترانه   | ترانه‌سرا        | آهنگساز          | تنظیم       |
| ----------- | --------------- | ---------------- | ----------- |
| خیلی سنگی   | داریوش شهریاری  | امیرعباس حسن‌زاده | بهنام ابطحی |
| دیوونه بازی | مریم دلشاد      | امیرعباس حسن‌زاده | بهنام ابطحی |
| معبد        | محمد رضا حبیبی  | سعید شهروز       | بهنام ابطحی |
| اشتباه      | داریوش شهریاری  | امیرعباس حسن‌زاده | بهنام ابطحی |
| همدل (لری)  | غلامرضا سبزعلی  | غلامرضا سبزعلی   | بهنام ابطحی |
| سکوت        | بابک صحرایی     | سعید شهروز       | بهنام ابطحی |
| پروانه‌بازی  | افشین سیاه پوش  | بهنام ابطحی      | بهنام ابطحی |
| آخر خط      | نیلوفر لاری پور | امیرعباس حسن‌زاده | بهنام ابطحی |
| تیر خلاص    | علی بحرینی      | سعید شهروز       | بهنام ابطحی |
| دلم گرفته   | علی صالحی       | سعید شهروز       | بهنام ابطحی |
| باج         | افشین سیاهپوش   | ترکی             | بهنام ابطحی |

- پسرم (۱۳۸۴)

| نام ترانه     | ترانه‌سرا       | آهنگساز          | تنظیم       |
| ------------- | -------------- | ---------------- | ----------- |
| گلایه         | محمدرضا حبیبی  | سعید شهروز       | بهنام ابطحی |
| پسرم          | افشین سیاهپوش  | افشین سیاهپوش    | بهنام ابطحی |
| امون          | افشین سیاهپوش  | افشین سیاهپوش    | بهنام ابطحی |
| سرمه          | داریوش شهریاری | امیرعباس حسن‌زاده | بهنام ابطحی |
| داغ عاشقی     | غلامرضا سبزعلی | غلامرضا سبزعلی   | بهنام ابطحی |
| گلم           | افشین سیاهپوش  | افشین سیاهپوش    | بهنام ابطحی |
| پرواز         | محمدرضا حبیبی  | سعید شهروز       | بهنام ابطحی |
| دست رد        | زهرا تیموری    | سعید شهروز       | بهنام ابطحی |
| راز           | مهدیه عرب      | سعید شهروز       | بهنام ابطحی |
| دل زخمی (لری) | افشین سیاهپوش  | سعید شهروز       | بهنام ابطحی |

- بی‌خوابی (۱۳۸۷)

| نام ترانه                  | ترانه‌سرا        | آهنگساز        | تنظیم         |
| -------------------------- | --------------- | -------------- | ------------- |
| حرفامو باور کن             | روزبه بمانی     |                | مهدی یراحی    |
| می‌بخشمت                    | ترانه مکرم      |                |               |
| تو باید جای من باشی        | روزبه بمانی     |                |               |
| تبعیدی                     | روزبه بمانی     | مهدی یراحی     |               |
| نفس                        | افشین سیاه پوش  | افشین سیاه پوش |               |
| زخمه                       | زهرا امیرتیموری | مهدی یراحی     | مهدی یراحی    |
| چند سال از امشب بگذره      | روزبه بمانی     | مهدی یراحی     | مهدی یراحی    |
| ما عاشق هم بودیم           | روزبه بمانی     | مهدی یراحی     | بهروز صفاریان |
| تو هم بسوز (لری)           | غلامرضا سبزعلی  | غلامرضا سبزعلی | بهروز صفاریان |
| کوچه‌های خاطره (مولتی میکس) |                 |                | بهروز صفاریان |

- ۷۹ (۱۳۹۴)

| نام ترانه          | ترانه‌سرا   | آهنگساز          | تنظیم            |
| ------------------ | ---------- | ---------------- | ---------------- |
| هیجان              | محمّد کاظمی | امیر علی زمانیان | مهران عباسی      |
| برگامو رو کردم     | محمّد کاظمی | انوشیروان تقوی   | انوشیروان تقوی   |
| یه خاطره           | محمّد کاظمی | امیر علی زمانیان | پیام هوشمند      |
| کجا برگشتی         | محمّد کاظمی | امیرعباس حسن‌زاده | امیرعباس حسن‌زاده |
| با تو خونه         | محمّد کاظمی | مهدی کاشیان      | سیاوش صدری       |
| عاشقی از مد افتاده | محمّد کاظمی | صادق نورانی      | حامد برادران     |
| آره عاشقتم         | محمّد کاظمی | امیر علی زمانیان | پیام هوشمند      |
| جونم به چشات       | محمّد کاظمی | سعید شهروز       | انوشیروان تقوی   |
| دار مکافات         | محمّد کاظمی | امیر علی زمانیان | سیاوش صدری       |
| نگرانت میشم        | محمّد کاظمی | امیر علی زمانیان | حامد برادران     |
| اشکای من           | محمّد کاظمی | انوشیروان تقوی   | انوشیروان تقوی   |

## تک‌آهنگها
| نام ترانه           | ترانه‌سرا          | آهنگساز          | تنظیم            |
| ------------------- | ----------------- | ---------------- | ---------------- |
| لحظه‌های عشق         | حسین غیاثی        | مهرداد نصرتی     | رامین عبداللهی   |
| فصل بهار            | حسن کریمی         | حسن کریمی        | معین راهبر       |
| هر روز خدا          | محمّد کاظمی        | صادق نورانی      | حامد برادران     |
| نازبانو             | محمّدرضا حبیبی     | سعید شهروز       | بهنام ابطحی      |
| نرگس                | محمّدرضا حبیبی     | سعید شهروز       | بهنام ابطحی      |
| از لج تو            | زهرا امیرتیموری   | سعید شهروز       |                  |
| رفیق روز تنهایی     | محمّدرضا حبیبی     | سعید شهروز       | نیما نورمحمّدی    |
| ستاره‌پوش            | طهمورث پورشیرمحمّد | بهنام کریمی      | بهروز صفاریان    |
| یه ماجرای دیگه      | شکیب              | سعید شهروز       | نیما نورمحمّدی    |
| کاری نمی‌کنی         | علی بحرینی        | سعید شهروز       | نیما نورمحمّدی    |
| عاشقت میشم          | محمود کاظمی       | سعید شهروز       | پیام هوشمند      |
| احساس مجنون         | نیما سلطانی       | بهنام کریمی      | سعید زمانی       |
| غروب سرخ            | محمّد مقتدایی راد  | مهرداد نصرتی     | رامین عبداللهی   |
| به هم نمی‌رسیم       | محمّدرضا حبیبی     | سعید شهروز       | نیما نورمحمّدی    |
| کی قراره نجاتم بدی؟ | احمد امیرخلیلی    | بهنام کریمی      | بهروز صفاریان    |
| چی می‌خوای از جونم   | محمّد کاظمی        | عماد طالب‌زاده    | پیام هوشمند      |
| سوژه                | محمّد کاظمی        | صادق نورانی      | پیام هوشمند      |
| یه حال خوب          | محمد کاظمی        | سعید سام         | سعید سام         |
| جونم به چشات        | محمّد کاظمی        | سعید شهروز       | انوشیروان تقوی   |
| خنده‌های تو          | محمّد کاظمی        | صادق نورانی      | سیاوش صدری       |
| نگرانت میشم         | محمّد کاظمی        | امیرعلی زمانیان  | حامد برادران     |
| همیشه عاشقت بودم    | بابک صحرایی       | ساناز کریمی      | حامد برادران     |
| تو اشتباه بودی      | محمّد کاظمی        | امیرعباس حسن‌زاده | امیرعباس حسن‌زاده |
| د مگه میشه          | محمّد کاظمی        | نیما نورمحمّدی    | نیما نورمحمّدی    |
| ساحل                | زهرا امیرتیموری   | سعید شهروز       | نیما نورمحمّدی    |
| چشمای دیوونت        | محمّد کاظمی        | صادق نورانی      | نیما نورمحمّدی    |
| کابوس               | زهرا امیرتیموری   | سعید شهروز       | سعید رحیمی       |
| عطش                 | زهرا امیرتیموری   |                  | شهداد شهروز      |
| بن بست              | زهرا امیر تیموری  | سعید شهروز       | سیاوش صدری       |
| ناز بانو            |                   |                  |                  |
| احوال دل            | محمد کاظمی        | صادق نورانی      | سیاوش صدری       |
| دلتنگی              | محمدرضا حبیبی     | شهداد شهروز      | شهداد شهروز      |
| من دیدمت            | علی صالحی         | شهداد شهروز      | شهداد شهروز      |
| جذاب                | محمد کاظمی        | شهداد و ماهان    | شهداد و ماهان    |
| تحمل                | بابک صحرایی       | شهداد شهروز      | شهداد شهروز      |

|تحمل
|جذاب